# Lillias White
 (septembre 2021).
Lillias White, née le 21 juillet 1951 à New York, est une actrice et chanteuse américaine.   
Elle est principalement connue pour ses performances au sein de comédies musicales de Broadway. En 1989, elle remporte un Obie Award pour sa participation à la comédie musicale Off-Broadway, Romance in Hard Times (en).

## Filmographie

### Cinéma
- 1988 : Lui et moi (Me and Him) : la secrétaire qui danse
- 1990 : Sesame Street Home Video Visits the Hospital : le médecin en marionnette
- 1994 : L'Irrésistible North : l'opératrice
- 1994 : Bleeding Hearts : une voisine
- 1997 : Hercule : Calliope
- 1997 : Anastasia : chœur
- 1999 : Gloria : une policière
- 1999 : Hercules: Zero to Hero : Calliope
- 2000 : Le Grinch : une cliente du magasin
- 2002 : Interview with the Assassin : l'infirmière
- 2003 : Pieces of April : Evette
- 2005 : Game 6 : Toyota Moseby
- 2007 : Une histoire de famille : Sheila
- 2015 : Nasty Baby : Cecilia
- 2018 : Melinda : Mme Magda
- 2018 : The Chaperone (en) : la chanteuse de I'm Just Wild About Harry
- 2020 : The Drummer : Roberta

### Télévision
- 1990-1994 : 1, rue Sésame : Lillian et autres personnages (20 épisodes)
- 1990 : New York, police judiciaire : une passante (saison 1, épisode 7)
- 1991 : Big Bird's Birthday or Let Me Eat Cake : Lillian
- 1993 : New York, police judiciaire : Mrs. Purvis (saison 4, épisode 9)
- 1996 : New York, police judiciaire : Susan Monroe (saison 6, épisode 14)
- 1996 : New York Police Blues : Lila Edmonds (1 épisode)
- 1998 : Hercule : Calliope (6 épisodes)
- 2004 : New York, unité spéciale : Xavier (saison 5, épisode 18)
- 2004 : The Jury : Teresa Scott (1 épisode)
- 2004 : Pryor Offenses : Grand-mère Irene
- 2015 : Gotham : membre du chœur
- 2015 : Person of Interest : Honorable R. Reginald (1 épisode)
- 2016-2017 : The Get Down : Fat Annie (9 épisodes)
- 2018 : The Horror of Dolores Roach : Sofia
- 2019 : Poupée russe : Dr Zaveri (1 épisode)
- 2021 : Search Party : Wilma (1 épisode)

### Jeu vidéo
- 1997 : Disney's Animated Storybook: Hercules : Calliope
- 1997 : Hercule : Calliope